# Christoph Lumer
Christoph Lumer (* 1956 in Ratingen) ist ein deutsch-italienischer Philosoph.

## Werdegang
Lumer studierte Soziologie, Philosophie und Geschichte an den Universitäten Münster und Bologna. Er promovierte 1986 in Philosophie an der Universität Münster mit einer Arbeit über die Theoretischen Grundlagen der Praktischen Argumentationstheorie. 1993 habilitierte sich Lumer in Osnabrück mit einer Arbeit über den rationalen Altruismus.
Seit 2002 ist er Professor für Moralphilosophie an der Universität Siena.
Lumer ist verheiratet mit der Dermatologin Eleonore Lumer. Sie haben zwei Kinder.

## Arbeitsschwerpunkte
Lumers Hauptarbeitsgebiete und Forschungsschwerpunkte sind: Ethik, Argumentationstheorie, Handlungstheorie und Theorie der praktischen Rationalität.

## Auswahl Publikationen
- Praktische Argumentationstheorie. Theoretische Grundlagen, praktische Begründung und Regeln wichtiger Argumentationsarten. Braunschweig, Vieweg 1990.
- Rationaler Altruismus. Eine prudentielle Theorie der Rationalität und des Altruismus Osnabrück Universitätsverlag Rasch 2000. 2. Aufl. Paderborn, mentis 2009.
- Begründung. In: Hans Jörg Sandkühler (Hrsg.): Europäische Enzyklopädie zu Philosophie und Wissenschaften. Band 1. Hamburg: Meiner 1990. S. 364–369.
- Publikationsliste